# Tronador (wulkan)
Tronador – wygasły stratowulkan w południowych Andach, położony na granicy Chile z Argentyną, niedaleko argentyńskiego miasta Bariloche. Góra uzyskała od okolicznych mieszkańców swą nazwę Tronador (hiszp. „Gromowładny”), ze względu na dźwięk upadających seraków. Wulkan, ze swoją wysokością 3491 m n.p.m i wybitnością 2663 m, jest o ponad 1000 m wyższy od otaczających go gór i z tego powodu stał się popularnym celem wspinaczkowym. Znajduje się w granicach dwóch parków narodowych: argentyńskiego Nahuel Huapi i chilijskiego Vicente Pérez Rosales, a na jego stokach jest ogółem 8 lodowców, które obecnie cofają się ze względu na ocieplenie górnej troposfery.

## Geografia i geologia
Tronador jest położony w strefie o dużych opadach, zarówno w formie deszczu, jak i śniegu. Wilgotny, umiarkowany klimat południowych Andów pozwala niektórym lodowcom na rozwój wskutek dużej akumulacji lodu. Większość opadów powstaje dzięki frontom znad Pacyfiku. Położony pośrodku masywu Andów na szerokości geograficznej 41°, Tronador jest częścią alpejskiego krajobrazu z fiordami, jeziorami polodowcowymi i U-kształtnymi dolinami.
Kształtowanie obecnego krajobrazu miało miejsce w okresie ostatniego zlodowacenia, kiedy cały obszar był pokryty przez lądolód patagoński. Wulkan rósł w czasie glacjałów i interglacjałów w okresie plejstocenu, jednak praktycznie wygasł w końcu środkowego plejstocenu ok. 300 tys. lat temu z powodu przesunięcia się aktywnego frontu południowej strefy wulkanicznej, do której należy. Od tej pory zlodowacenia i inne procesy erozyjne swobodnie kształtowały górę bez nowych erupcji lawy lub materiałów piroklastycznych. Tak jak w przypadku sąsiedniego wulkanu Lanín, Tronador jest zbudowany głównie z bazaltów i przeżył spadek aktywności, podczas gdy na zachód od nich rosły wulkany Osorno i Calbuco.

## Lodowce

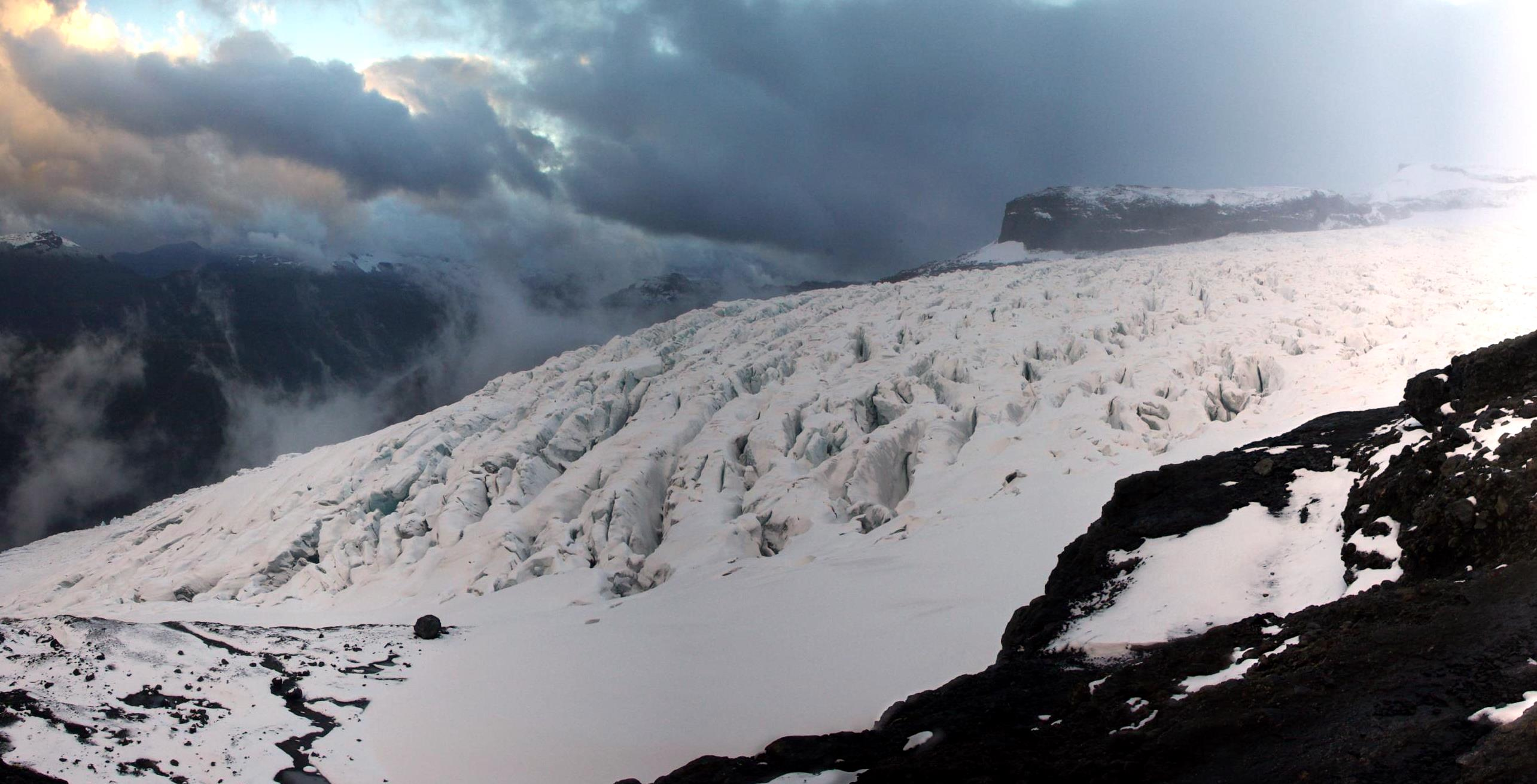
Widok na lodowiec Castaño Overa

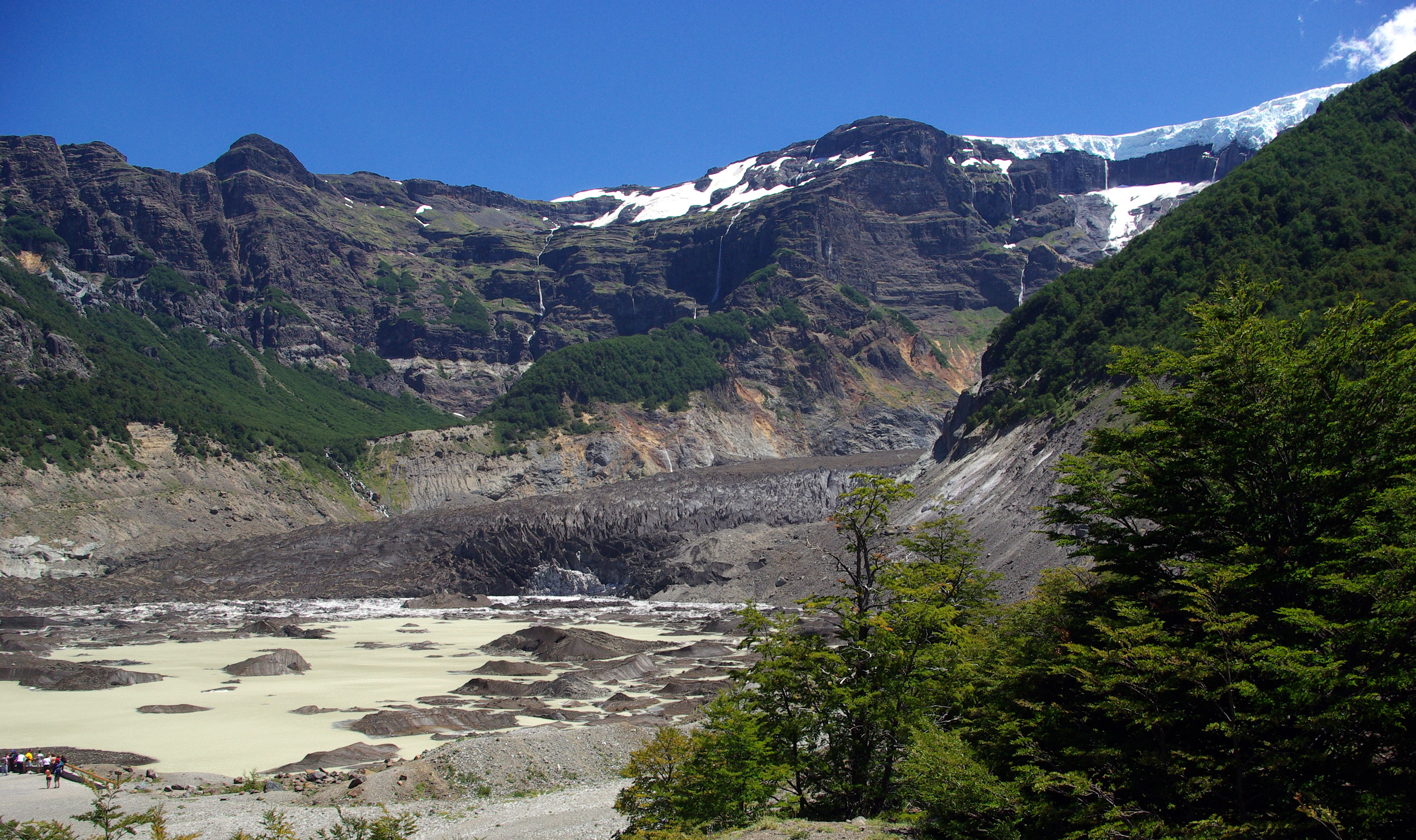
Lodowiec Ventisquero Negro

Tronador jest znany z wielu lodowców pokrywających część jego stoków. Rozróżnia się osiem lodowców: Alerce, Ventisquero Negro, Casa Pangue, Castaño Overa, Río Blanco, Frías, Peulla i Manso. W ciągu ostatnich dziesięcioleci lodowce Tronadora, podobnie jak większość południowoandyjskich lodowców, cofają się. Lodowiec Casa Pangue na północno-zachodnim zboczu zmniejszył grubość w latach 1961–1998 wraz ze zwiększoną prędkością cofania w latach 1981–1998, wynoszącą 52 m/rok. Cofanie i zmniejszanie grubości spowodowane jest spadkiem ilości opadów i ociepleniem górnej troposfery w ostatnich dekadach.
Lodowiec Alerce po stronie argentyńskiej może być zwiedzany z Refugio Otto Meiling, górskiego schroniska położonego między nim a lodowcem Castaño Overa. Castaño Overa, również po argentyńskiej stronie, jest mniejszy i dostępny także szlakiem od strony Pampa Linda. Wycieczki z przewodnikiem pozwalają turystom przejść przez Castaño Overa lub wejść na szczyt Tronadora.
Ventisquero Negro (hiszp. – czarny potok lodowy) jest unikalnym lodowcem u stóp Tronadora w parku narodowym Nahuel Huapi. Nienaturalny, ciemnobrązowy kolor lodowca pochodzi z zanieczyszczeń i osadów zbierających się w strefie akumulacyjnej lodowca, która jest zasilana przez położony kilkaset metrów wyżej lodowiec Río Manso. Brązowe góry lodowe, które się z niego cielą, pływają po niewielkim jeziorze, dopóki ostatecznie się nie roztopią.

## Szczyty
Szczyty Tronadora zgodnie z mapą Aonekera: Anon lub Interacional (3484 m), Argentino (3187), Chileno (3262), Torre Ilse (2585). Grzbiety: Filo Sur (3054), Filo Blanco (3146), Filo La Vieja (2715), Filo Lamotte (2340).

## Alpinizm i turystyka

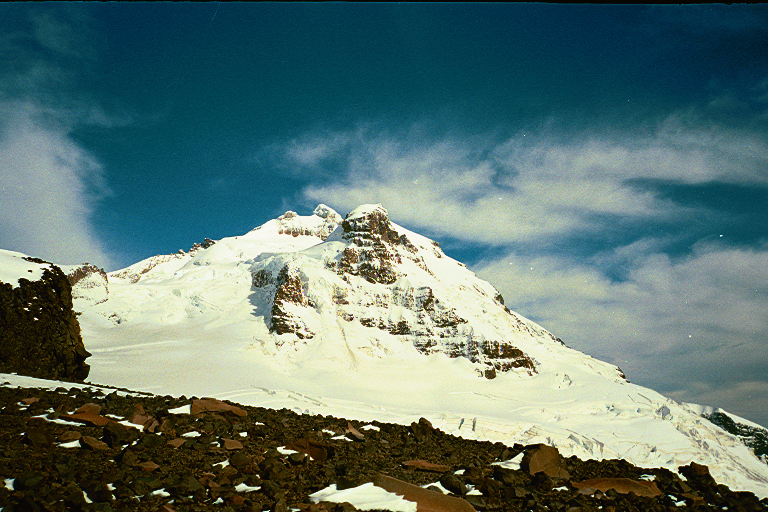
Widok na główny szczyt Tronadora

Pierwszego wejścia na Tronadora dokonał samodzielnie Hermann Claussen 29.01.1934 roku po kilku próbach. Schronisko górskie Refugio Otto Meiling, które jest celem popularnych jednodniowych wycieczek, zostało tak nazwane na cześć alpinisty, który dokonał dziesiątek wejść i spędził wiele lat oprowadzając turystów po okolicy. Schronisko jest położone ok. 1200 m powyżej Pampa Linda leżącej u stóp góry.
W ciągu większości okresów letnich szczyt Anon (najwyższy z trzech szczytów) jest dostępny dla wspinaczki. Jednak niezwykle gorące lato w styczniu i lutym 2008 r. zwiększyło liczbę spadających skał do niebezpiecznego poziomu. Od tej pory argentyńska strona nie jest już dostępna ze względów bezpieczeństwa, za co odpowiada coraz cieplejsza pogoda destabilizująca lodowce.

## Galeria

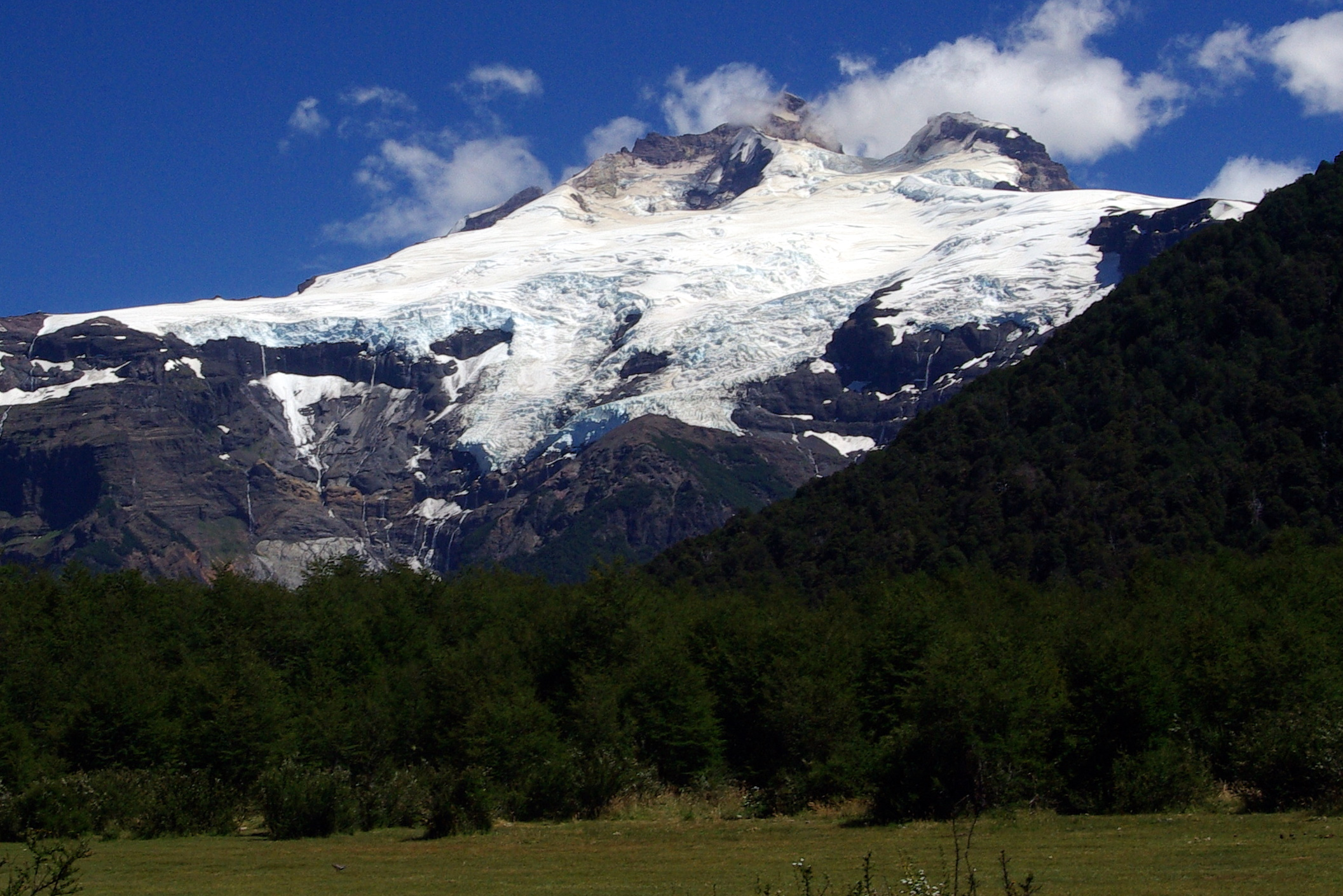
Tronador z Pampa Linda
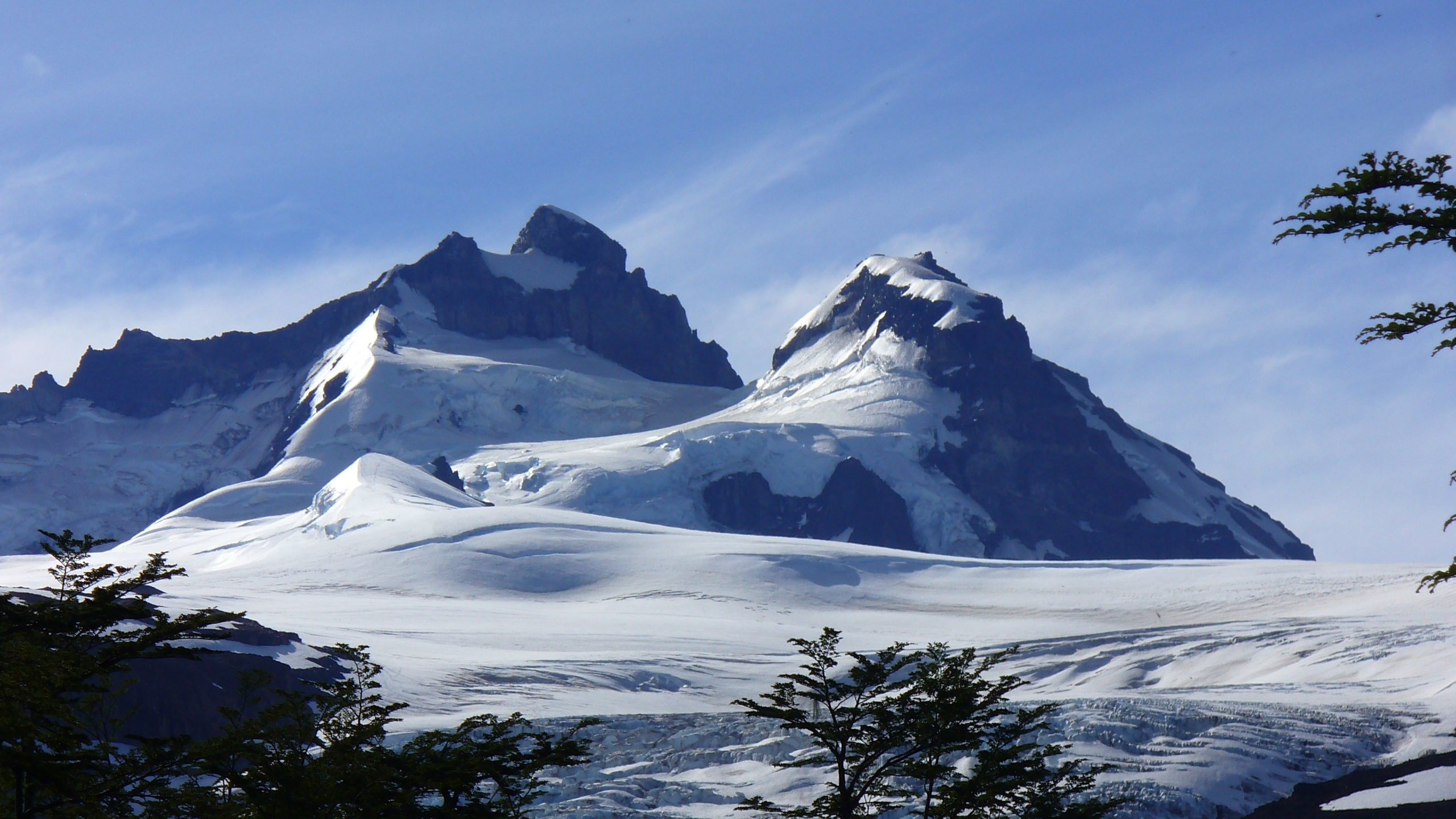
Tronador
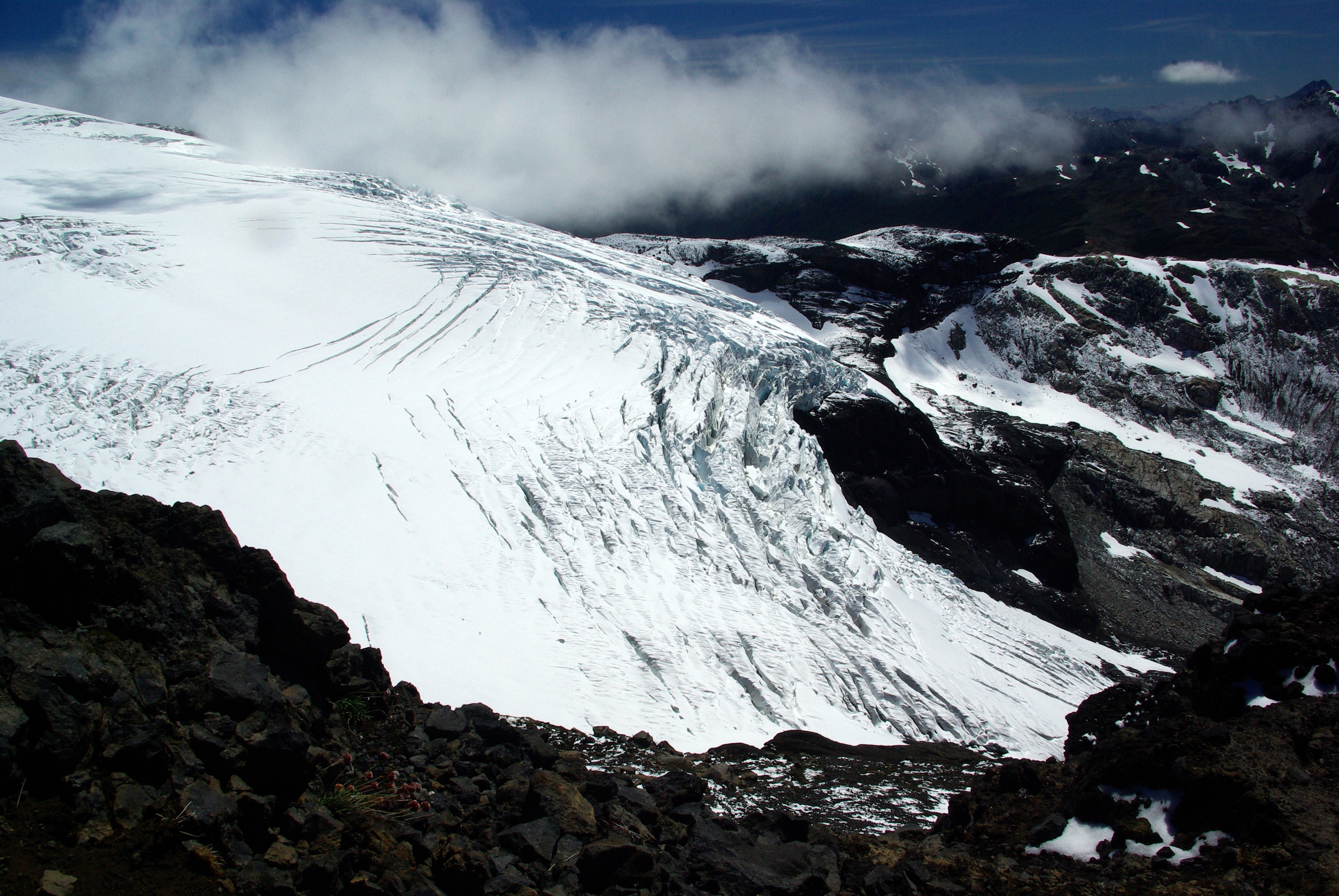
Alerce, jeden z ośmiu lodowców Tronadora